# Eburneana wandae
Eburneana wandae är en spindelart som beskrevs av Szüts 2003. Eburneana wandae ingår i släktet Eburneana och familjen hoppspindlar. Inga underarter finns listade i Catalogue of Life.